# San Agustín del Pozo
San Agustín del Pozo is een gemeente in de Spaanse provincie Zamora in de regio Castilië en León met een oppervlakte van 14,47 km². San Agustín del Pozo telt 188 inwoners (1 januari 2016).

## Demografische ontwikkeling
Bron: INE, 1857-2011: volkstellingen